# Hanney
Hanney – wieś w Anglii, w hrabstwie Oxfordshire, w dystrykcie Vale of White Horse. Leży 18 km na południowy zachód od Oksfordu i 89 km na zachód od Londynu.